# Sentier littoral Est
Le sentier littoral Est, ou SLE, est un sentier de randonnée en cours d'aménagement sur l'île de La Réunion, département d'outre-mer français dans le sud-ouest de l'océan Indien. Long de 70 kilomètres, il suit la côte est de l'île en reliant la Grande Rivière Saint-Jean, sur le territoire de la commune de Saint-André, au quartier du Bois Blanc, à Sainte-Rose. Ce faisant, il traverse Bras-Panon et Saint-Benoît puis franchit la Rivière de l'Est et dépasse la marine de Sainte-Rose.
Le sentier littoral Est est aménagé par la Communauté Intercommunale Réunion Est, la communauté d'agglomération où il se déroule.